# Douglas Kirkland
Douglas Kirkland (n. 16 august 1934, Toronto, Ontario, Canada – d. 2 octombrie 2022, Los Angeles, California, SUA) a fost un fotograf canadian.

## Biografie
Kirkland a început în calitate de asistent al Irving Penn când s-a mutat la New York la vârsta de 24 de ani. După ce a lucrat pentru Look, s-a alăturat  în calitate de fotograf al personalului. A lucrat acolo în anii '60 și '70 - o epocă adesea menționată ca epoca de aur a foto-jurnalismului.
De-a lungul anilor, lucrările sale au fost expuse în întreaga lume și se află în colecțiile permanente ale muzeelor, cum ar fi Mick Jagger, Sting, Björk, Arnold Schwarzenegger, Morgan Freeman, Orson Welles, Andy Warhol, Oliver Stone, Mihail Barîșnikov, Leonardo DiCaprio, Coco Chanel, Marlene Dietrich, Brigitte Bardot, Judy Garland, Elizabeth Taylor, Sophia Loren, Catherine Deneuve, Michael Jackson, Paris Hilton și Diana Ross.
A devenit faimos pentru fotografiile lui Marilyn Monroe din 1961, care au fost luate pentru cea de-a 25-a aniversare a lui Look.
Kirkland a lucrat și în industria cinematografică ca fotograf special pe mai mult de 150 de filme, inclusiv 2001: O Odisee Spațială, Sound of Music, Sophie's Choice, Out of Africa, The Pirate Movie, Butch Cassidy și Sundance Kid, Romancing the Stone, Titanic și Moulin Rouge.
Printre cele mai cunoscute fotografii ale sale se numără: John Travolta în secvența de dans de la Saturday Night Fever, Un portret al lui Judy Garland plângând, și pictograma Playboy din martie 1976 Margot Kidder.